# 馮秋雪
馮秋雪（1892年—1969年），原名馮平，號西谷，廣東南海（今屬佛山市南海區）人。詩人、教育家、革命家。革命家趙連城丈夫、詩人馮印雪兄長。1919年，與妻子趙連城、弟弟馮印雪在澳門創辦佩文學校。1924年，與妻子、弟弟、劉君卉、黃沛功、梁彥明、周佩賢等創立「雪社」，致力詩詞創作。

## 生平
馮秋雪少年時代入讀陳子褒創辦的澳門灌根學塾。
後在澳加入同盟會，投身辛亥革命和討袁鬥爭；後在澳門從事文化教育事業。他與友人合辦南華印字館，出版《詩聲月刊》。
1919年，與妻子趙連城、弟弟馮印雪創辦佩文小學，並擔任校長。 1924年，與趙連城、馮印雪、劉君卉、黃沛功、梁彥明、周佩賢等創辦“雪社”，成為主要負責人；並參與創辦澳門中華教育會。
1927年大革命失敗後，受楊匏安等人的委託，將佩文小學擴充為中學，利用學校和印字館進行革命活動。他被澳葡政府當局逮捕，經謝英伯營救獲釋。
抗日戰爭初期，擔任中山大學戰地服務團駐港辦事處主任；香港淪陷後，避居廣西桂林、昭平等地。 新中國成立後，擔任廣州市文史研究館館員。 

### 晚年
1969年，馮秋雪在廣州病逝，終年77歲。

## 著作
- 《宋詞緒》[4][5]
- 《金詩絕句選》
- 《金英館詞》
- 《甲甲夏詞》
- 《秋音甲稿》
- 《乙稿》
- 《水珮風裳集》
- 《愁倚欄令》[6][7]
- 《初春歸澳示印雪》[8]